# Ponthoux
Ponthoux era una comuna francesa situada en el departamento de Jura, de la región de Borgoña-Franco Condado, que el 1 de enero de 2016 pasó a ser una comuna delegada de la comuna nueva de Lavans-lès-Saint-Claude al fusionarse con la comuna de Lavans-lès-Saint-Claude.

## Demografía
| Gráfica de evolución demográfica de Ponthoux entre 1800 y 2013 |
|                                                                |

Los datos demográficos contemplados en este gráfico de la comuna de Ponthoux se han cogido de 1800 a 1999 de la página francesa EHESS/Cassini, y los demás datos de la página del INSEE.